# Isopyrum thalictroides
Isopyrum thalictroides es una especie perteneciente a la familia de las ranunculáceas.

## Hábitat
Es una especie endémica de Europa Central, Polonia a los Balcanes y Francia hasta el Mar Negro. 
Es una especie de sombra y humedad que crece bajo los árboles de hoja caduca o en grietas de las rocas hasta 1200 m s. n. m. de altitud.

## Descripción
Es una planta que crece entre 10 y 35 cm. tallos delgados y finos, simple, glauco y glabro. Rizoma superficial y frágil. Las hojas son de color verde - azuladas y compuestas de 3 de folletos  trilibulados.  Las flores son de color blanco, dispuestas en los tallos secundarios, tales como botones de oro.

## Fitoquímica
Se han aislado varios alcaloides de aislados de los rizomas de Isopyrum thalictroides, tales como isopirutaldina, isopitaldina, isotalmidina, reticulina, isocoridina, columbamina y palmatina.

## Sinonimia
- Isopyrum   aquilegioides L.   [1753]
- Fontanella tertiaria Besser [1809]
- Olfa thalictrifolia Bubani [1901]
- Isopyrum thalictroides L. [1753]
- Isopyrum album Dulac [1867]
- Helleborus thalictroides (L.) Lam. [1779]
- Anemonella thalictroides (L.) Spach[2]